# キエース・ダルパゴ
キエース・ダルパゴ（イタリア語: Chies d'Alpago）は、イタリア共和国ヴェネト州ベッルーノ県にある、人口約1,300人の基礎自治体（コムーネ）。

## 地理

### 位置・広がり

#### 隣接コムーネ
隣接するコムーネは以下の通り。括弧内のPNはポルデノーネ県所属を示す。
- アルパゴ
- バルチス (PN)
- クラーウト (PN)
- タンブレ

### 気候分類・地震分類
気候分類では、zona F, 3463 GGに分類される。
また、イタリアの地震リスク階級 (it) では、zona 1 (sismicità alta) に分類される。

## 行政

### 分離集落
キエース・ダルパゴには、以下の分離集落（フラツィオーネ）がある。
- Alpaos, Chies, Codenzano, Funes, Irrighe, Lamosano (sede comunale), Molini, Palughetto, San Martino